# Brachstedt
Brachstedt ist eine Ortschaft der Gemeinde Petersberg im Saalekreis in Sachsen-Anhalt (Deutschland). Sie besteht aus den Ortsteilen Brachstedt, Hohen und Wurp.

## Geografie
Brachstedt liegt zehn Kilometer nordöstlich von Halle (Saale).

## Geschichte
Brachstedt wurde 952 erstmals urkundlich als marca Brehstedi erwähnt. Funde deuten auf eine deutlich frühere Besiedlung hin. Im Ort war eine Linie der Familie von Rauchhaupt begütert.
Brachstedt und seine heutigen Ortsteile Hohen und Wurp gehörten zum Amt Giebichenstein im Saalkreis des Erzstifts Magdeburg. 1680 kamen sie zum Herzogtum Magdeburg unter brandenburg-preußischer Herrschaft. Zwischen 1807 und 1813 lagen Brachstedt, Hohen und Wurp im Kanton Oppin des Königreichs Westphalen (Distrikt Halle des Departements der Saale). Ab 1815 gehörten sie zum Saalkreis in der preußischen Provinz Sachsen.
Wurp und Hohen wurden am 1. April 1938 nach Brachstedt eingemeindet.
Bis zur Neubildung der Einheitsgemeinde Petersberg am 1. Januar 2010 war Brachstedt eine selbständige Gemeinde in der Verwaltungsgemeinschaft Götschetal-Petersberg mit den zugehörigen Ortsteilen Hohen und Wurp. Letzter Bürgermeister Brachstedts war Gerhard Müller.

## Dorfkirche
Siehe: St. Michael (Brachstedt)

## Wappen
| Wappen von Brachstedt | Blasonierung: „Über mit drei goldenen Pflugscharen belegtem grünen Wellschildfuß in Gold eine rote Waage auf einem roten aufgerichteten Flammenschwert.“ |
| Wappen von Brachstedt | Wappenbegründung: Die Pflugscharen deuten auf die Landwirtschaft, der Schildfuß auf die Hügel (Abatassinenberg, Dachsberg, Steinberg, Günthersberg, Burgstetten) hin. Die Waage deutet auf die Zeit, da Brachstedt Erzpriestersitz mit kirchlicher Gerichtsbarkeit war. Das Schwert ist das des Hl. Michael, dem die Kirche geweiht ist. |

## Partnergemeinden
- Fürfeld (Rheinland-Pfalz)
- Tymbark (Polen)

## Persönlichkeiten
- Herbert Rappsilber (1925–2003), Fußballspieler und -trainer

## Verkehr
Der öffentliche Personennahverkehr wird unter anderem durch den PlusBus des Mitteldeutschen Verkehrsverbund erbracht. Folgende Verbindung führt, betrieben von der Omnibusbetrieb Saalekreis, durch Brachstedt:
- Linie 350: Halle ↔ Oppin ↔ Brachstedt ↔ Spören ↔ Zörbig

Der nächste Bahnhof ist Niemberg an der Bahnstrecke Magdeburg–Leipzig, etwa fünf Kilometer südöstlich von Brachstedt.
Die Anschlussstelle Halle-Tornau der Bundesautobahn 14 Magdeburg–Leipzig liegt etwa vier Kilometer südwestlich von Brachstedt.